# Bitwa pod Poimanenon
Bitwa pod Poimanenon – starcie zbrojne, które miało miejsce ok. roku 1224 pomiędzy armią Cesarstwa Łacińskiego i siłami Cesarstwa Nicejskiego.
W wyniku podpisanego układu w Nymphaeum w roku 1214 Cesarstwo Łacińskie przejęło kontrolę na północno-zachodnimi terenami w Azji Mniejszej rozciągającymi się od Nikomedii po Adramyttion i równinę myzyjską.
W roku 1222 zmarł założyciel Cesarstwa Nicei Teodor I Laskarys, który mianował następcą zięcia, Jana III Dukasa Watatzesa. Decyzja ta spotkała się z protestem braci zmarłego Teodora – Izaaka i Aleksego, którzy wystąpili przeciwko władzy Jana III. Z pomocą braciom przyszedł władca Cesarstwa Łacińskiego Robert de Courtenay. Siły Łacinników wyruszyły przeciwko armii nicejskiej Jana III.
Do spotkania obu armii doszło pod Poimanenon. Bitwa zakończyła się zdecydowanym zwycięstwem Jana III. Do niewoli dostało się obu braci Teodora Laskarysa. Zwycięstwo przyczyniło się do odzyskania przez Greków łacińskich posiadłości w Azji Mniejszej. W tej sytuacji zagrożony ze strony Nicei i Epiru cesarz Łacinników poprosił o zawarcie pokoju, który zawarto w roku 1225. W wyniku układu, Łacinnicy zrzekli się wszystkich posiadłości azjatyckich zachowując wschodnie wybrzeże Bosforu oraz miasto Nikomedię i jej okolice.